# Dalmática

Dalmática elaborada y simple

La dalmática es una vestidura exterior propia y característica del diácono, que no del subdiácono ni del acólito, quienes usan la tunicela, aunque en la práctica sean muy similares o exactamente iguales. También la usa el obispo bajo la casulla cuando celebra de pontifical.
También se usa la palabra «dalmática» para denominar a la túnica abierta por los lados, más corta que la eclesiástica, utilizada por los maceros, aunque su nombre propio es el de "tabardo". Una dalmática usaban también los dignatarios bizantinos.
En el ámbito litúrgico cristiano viene usándose desde el siglo IV en Roma y desde el V y VI en otros lugares, tomando su origen de la prenda del mismo nombre que fue adoptada por los romanos en el siglo II. Las túnicas romanas continuaron siendo utilizadas por los monarcas durante el imperio bizantino, hasta que se adaptaron a la indumentaria religiosa.

## Historia
Hasta el siglo XI, la dalmática era siempre de color blanco y se adornaba con los clavi y calliculae de uso romano, los cuales siguieron existiendo hasta el siglo XIII, reemplazándose entonces con galones, franjas y otras piezas bordadas; desde el siglo XV se le añaden grandes borlas pendientes de cordones que, con menor tamaño, ya se empleaban durante el tiempo que va del siglo VIII al XII. Desde esta época es frecuente verla representada en color azul.
El material de fabricación de las dalmáticas fue en un principio el lino y mucho más tarde las telas de seda o lana y a menudo las ricas estofas. La forma de esta vestidura, que al principio era de túnica holgada casi talar y con mangas, se fue estrechando y acortando con posterioridad y se modificó practicándole aberturas laterales e inferiores para poder vestirla cómodamente. El acortamiento en el cuerpo y las mangas se hizo palpable desde el siglo XIV, y las aberturas se agrandaron desde el siglo XIII, hasta el punto que en el XV llegaban a las mangas y en algunos modelos se abrieron a lo largo de ellas, lo que se generalizó a lo largo del siglo XVII. En el siglo XV se le añadió el collarín, recuerdo del capuchón que tuvieron algunas dalmáticas antiguas y en sustitución al collarín del amito que por entonces desapareció. Este collarín se ha mantenido en las dalmáticas españolas, lo que las diferencia, y en las usadas en la zona de rito ambrosiano.

## Liturgia católica
El color de la dalmática concuerda en todo con el carácter del acto litúrgico que se celebra:
- Color blanco: se utiliza durante las fiestas de Navidad, Pascua, solemnidades, fiestas y memorias de santos no mártires y de la santísima Virgen, Fiestas y misas votivas del Señor que no sean de Pasión (Corazón de Jesús, Cristo Rey, Corpus...); también se usa en la celebración de los sacramentos, excepto la penitencia.
- Color rojo: se utiliza en fiestas de la pasión del Señor (Domingo de Ramos, Viernes Santo, Exaltación de la Santa Cruz..), fiestas o misas votivas del Espíritu Santo (Pentecostés) y Fiestas o memorias de Santos Mártires, Apóstoles y Evangelistas (excepto San Juan Evangelista y la fiesta de San Juan Bautista, pues se celebra su nacimiento y no su martirio). También es usado este color, en los funerales del Papa y de los cardenales en la basílica de San Pedro.
- Color verde: usado durante los domingos y ferias del Tiempo Ordinario.
- Color morado: se usa en los domingos y tiempos Adviento, Cuaresma, misas de difuntos (también puede usarse el color negro) y celebraciones penitenciales.
- En los domingos Gaudete (3.º de Adviento) y Laetare (4.º de Cuaresma) puede usarse el color rosa.
- El color celeste se usa en España para la Solemnidad de la Inmaculada Concepción y sus celebraciones votivas.